# Buhos (banda)
Buhos es un grupo de rock de Calafell (Bajo Panadés) fundado en 2005. Es un grupo de rock y mestizaje.

## Miembros
- Guillem Solé: es un compositor catalán y el vocalista y compositor principal de Buhos. Además, se dedicó al periodismo.
- Jaume Nin: guitarrista principal y autor de música.
- Joan Blázquez (Actualmente, Pau Font) Es el batería del grupo.[1]
- Pep Vila-Abadal: teclado y corista de la banda catalana.[2]
- Josep Contreras “Puça”: saxofonista oficial de búhos.
- Pep Tormos: trompetista catalán.
- Carles Ratera: el bajo del grupo.

## Equipo técnico
Jordi Benítez, Joan Vilalta, Jordi Salvadó, Raul Estany, Arturo Torres, Joan Bergadà, Fran Rossell

## Historia

### Primera etapa (2007-2013)
El año 2007, después de su fundación se editaba su primera maqueta Rebelión en la plaza. El grupo adquirió más popularidad después de una serie de canciones sobre el FC Barcelona que grabaron por las cadenas de radio Ona FM y RAC1. También publicaron canciones satíricas sobre la actualidad para el programa APM de TV3 o el Zona Zàpping. Durante este tiempo, la banda dedicó una gran parte de su repertorio a versionar canciones, a excepción de algunos temas propios.
Todavía en la primera etapa, Buhos animó todas[cita requerida] las celebraciones de los títulos que ganó el Barça con Pep Guardiola en la Plaza Cataluña y en el Arco del Triunfo. Durante los primeros años de carrera, las canciones que se podían escuchar en los conciertos de Buhos eran versiones de otros grupos y algunos temas propios, de los cuales destacan "Niño de los 80" (con Gerard Quintana), "Messi" (canción dedicada al jugador argentino), "Birres i més Birres", "Estoy Quemao", "Botellón" y "Fiesta Mayor".
De todas las maquetas que grabaron en sus inicios, hicieron un recopilatorio denominado Gratis Hits (2010).

### Segunda etapa (2014-actualidad)
El año 2014 empieza la segunda etapa musical del grupo con una formación renovada y el lanzamiento del disco Natura Salvatge, un disco lleno de temas propios que marcará el estilo de esta nueva etapa. Con el lanzamiento de este álbum hacen gira por escenarios como la primera edición del Clownia, la Acampada Joven o las Fiestas de la Mercè en Barcelona.
Más tarde, el 29 de marzo de 2016 sale a la venta "Lluna plena", un trabajo más maduro y que consolida a Buhos como uno de los grupos más relevantes de la escena del mestizaje en Cataluña. Presentaron el disco en el Clownia durante la verbena de San Juan y, después de todo un verano con conciertos consecutivos, a finales de año recibieron el premio al Disco Catalán del Año de Radio 4 y el premio Enderrock al mejor videoclip por "Barcelona s' il·lumina". Meses después, en diciembre del mismo año hicieron la canción de Navidad de TV3 del 2016, titulada "Campanas de bienvenida".
El año 2017 siguieron recorriendo Cataluña hasta cerrar la gira en noviembre en la sala Apolo de Barcelona con todas las entradas agotadas meses antes. El disco Lluna plena es el disco que permitió al grupo hacer el salto definitivo hacia la profesionalización. Pocos meses después del final de la gira presentan "La gran vida", el tercer trabajo de su segunda etapa. El disco muestra una línea más rockera y letras más reivindicativas, como "La trama" o "La última colonia". Semanas después de lanzar el disco hicieron lleno de las entradas del concierto de presentación, en la sala Razzmatazz de Barcelona, y Volcans la canción de lanzamiento de este disco acontece canción del año 2018 por votación del público de Enderrock.
El 2019 el grupo aumenta su presencia en festivales y conciertos, participando en algunos de los eventos más relevantes de Cataluña: Festivern, Telecogresca, Estrenos de Girona, Lleida, Clownia, Acampada joven, Canet Rock, Festiuet, Rabolagartija, La Mercè, Reus, Badalona y Santas de Mataró. Además, tienen hasta 70 actuaciones como cabezas de cartel de las mejores programaciones de la música catalana[cita requerida]. A principios de abril de 2019 sale una canción inédita del grupo, "Connectats".
Buhos antes de hacer una parada para cerrar la segunda etapa de su carrera prepara un concierto en Barcelona en el Pueblo Español denominado Pompeia. El grupo agotó las entradas para este concierto durante el verano, cuando todavía quedaban más de tres meses para el 23 de noviembre fecha de la celebración del acontecimiento.
La última gira hasta la fecha de Buhos denominada "La Gran Festa" lleva al grupo de Calafell a volver a girar por Cataluña y, además, les permite hacer conciertos por Madrid, el País Vasco y sobre todo por la Comunidad Valenciana.
En el año 2020, la banda hizo un año sabático, en el que no compusieron ninguna canción y no hicieron ninguna gira. A pesar de este periodo de tiempo, Búhos no contemplaba la posibilidad de seguir más tiempo sin hacer música. Su cantante, Guillem Solé habló tras este año y comentó que no haber continuado haciendo música habría supuesto “dejar en la estacada a las catorce familias que dependen del grupo, entre músicos y técnicos”. En diciembre de 2020, el grupo musical sacó ‘Teràpia col·lectiva’, su obra músico-teatral
La banda después de tanto tiempo decidió convertir sus conciertos en algo distinto, que los destacase de los demás. Para conseguir este objetivo se aliaron con Albert Pla, que les dio las pautas para convertir sus conciertos en lo que buscaban, en algo distinto Este hombre es reconocido por ser un cantautor, escritor y actor español. La música que crea e interpreta es catalana pero también española. También se destaca por ser cantautor iconoclasta, sarcástico y polémico, que busca la provocación y la reflexión. Todo, según él, en un ámbito humorístico.

## Canciones más populares
Actualmente la banda de rock, cuenta con 393.958 oyentes mensuales, siendo una cifra bastante considerable en el mundo de la música. Han logrado consolidarse en este mundo de la música. A día de hoy, han compuesto mas de 80 canciones siendo sus más escuchadas:
1. Volcans: 21.473.462 reproducciones.
2. Barcelona S'il·lumina: 10.256.705 reproducciones.
3. T'he Trobat a Faltar: 5.257.855 reproducciones.
4. Mil Batalles: 3.596.730 reproducciones.
5. Sumendiak: 2.781.319 reproducciones.
6. El món de veritat: 1.977.786 reproducciones.
7. La nit està que crema: 1.649.279 reproducciones.
8. Serà perquè t'estimo: 1.411.392 reproducciones.

## Colaboración Juan Magán
El éxito de esta banda, ha logrado que se consigan hacer colaboraciones con artistas tan grandes como Juan Magán, un reconocido DJ, productor y cantante español, famoso en el mundo de la música electrónica. Conocido por su estilo único, ha dejado una huella significativa en la escena de la música dance. Su trabajo ha tenido un impacto global, consolidando su lugar como uno de los nombres más influyentes en su género.
La canción que lograron producir se titula "El món de veritat". Esta colaboración fue bastante popular en las redes sociales, sobre todo en Tik Tok. Esto es tan peculiar porque es la primera vez que el DJ canta en catalán sobre el amor en tiempos digitales a ritmo de pop electrónico. La letra de la canción habla de las relaciones de hoy en día, de lo tóxicas que pueden llegar a ser por culpa de las redes sociales. Con el objetivo de concienciar a las nuevas generaciones de que las verdaderas relaciones se realizan cara a cara y no a través de una pantalla.

## Discografía (canciones)
- Canciones para no dormir (2005)
  1. C. Clandestinos
  2. 100 ventanas
  3. Llámame
  4. La chica sexualmente activa del piso de arriba
  5. Zumo sexual
  6. Volverás
  7. Lunes de miel
- Rebelión en la plaza (2007)
  1. La danza de la esperanza
  2. Botellón
  3. Agua
  4. Pedrito el Cantante
  5. Esta calor me está matando
  6. Estoy quemado
  7. Que tengas suerte
  8. Rock and Roll
  9. España (la fiesta de la especulación)
  10. Los vecinos de este bar
  11. La dansa de l'esperança (Bonus track)
- Radio búhos (2009)
  1. Que es faci de nit
  2. Nen dels 80
  3. Muro de Gibraltar
  4. Estic bé
  5. Bailando en el infierno
  6. Mileurista pobre desgraciado
  7. El regidor
  8. Cógelo
  9. Birres
  10. Salir a cazar
  11. Messi
- Gratis hits (2010)
  1. Dansa de l'esperança
  2. Birres
  3. Estoy quemao y no es del sol
  4. Salir a cazar
  5. El regidor
  6. Los vecinos de este bar
  7. Que es faci de nit
  8. Mileurista pobre desgraciao
  9. Botellón
  10. Nen dels 80
  11. L'eclipsi
  12. Correfoc
  13. Minut 92
- Cau la nit (2012)
  1. Festa Major
  2. Quan cau la nit
  3. Santuari on fire
  4. Número 1
  5. La meva inspiració
  6. Petons de color verd
  7. Aigua salada
  8. El cambrer
  9. La patrulla de l'alegria
  10. Em deixo portar
  11. La meva inspiració (digital)
- Natura salvatge (2014)
  1. 180° (feat. Els Catarres i Strombers)
  2. Brama 3. El Vaso (feat. Albert Pla i Álvarez)
  3. Toca Hamelin (feat. Pulpul de Ska-P)
  4. Volem guanyar
  5. Som una melodia (feat. Alguer Miquel i Bo i Marcel "Tito" de Txarango)
  6. Chingao
  7. Res a les butxaques
  8. No serà etern
  9. Ales noves
  10. Sol naixent
- Lluna plena (2016)
  1. La última y nos vamos
  2. El temporal
  3. Barcelona s'il·lumina
  4. Prenent la Lluna
  5. El cor m'apreta (feat. Esne Beltza)
  6. El soneto de Geppetto
  7. Mentides de plàstic (feat. Aspencat)
  8. Mi vida es como un pogo
  9. Ens ballem aquesta nit
  10. Tornem al Penedès
  11. Birres
  12. Estoy quemao
- La gran vida (2018)
  1. Volcans
  2. La gran vida
  3. Escales fins al cel
  4. L'estiu és llibertat
  5. Transmets energia
  6. La bala del temps
  7. Els nostres tambors
  8. La trama
  9. Tu i jo som aire
  10. Cómplices del mal
  11. La darrera colònia
  12. Nos vamos pa'l festi

- Connectats (2019)
- El dia de la victoria (2020)